# Ewa Kuzyk-Florczak
Ewa Florczak (ur. 1 maja 1949 w Katowicach) – polska aktorka.

## Życiorys
W 1975 roku ukończyła studia na PWST w Warszawie. Grała w Teatrze na Woli oraz w latach 1986–1992 w Teatrze Komedia (Teatr Komedia: 1986–1990, Teatr Północny: 1990–1992) w Warszawie. Popularność zdobyła rolą Ewy Olszańskiej w serialu "07 zgłoś się".
Jej mężem był aktor Sławomir Orzechowski, rozwiedli się. Mają dwoje dzieci.
W 1981 została odznaczona Brązowym Krzyżem Zasługi, a w 2022 roku Brązowym Medalem „Zasłużony Kulturze Gloria Artis”.

## Filmografia
- 1978, 1981, 1984: 07 zgłoś się jako sierżant Ewa Olszańska
- 1982: Dolina Issy jako Antonina, służąca Surkontów
- 1985: Diabelskie szczęście – obsada aktorska
- 1985: Dłużnicy śmierci jako gość na weselu Malarczyka
- 1986: Zmiennicy jako kobieta chcąca zatankować na stacji benzynowej (odc. 5)
- 1993: 20 lat później jako recepcjonistka w hotelu
- 1997–2002: Klan jako Wanda Łuczak
- 1999–2000, 2002: Lokatorzy jako Renata Drewnowska, matka Krysi
- 1999: Policjanci jako sąsiadka „Docenta” (odc. 1)
- 2002: Jak to się robi z dziewczynami jako mama Bogiego
- 2005: Skazany na bluesa – obsada aktorska
- 2005: Pensjonat pod Różą jako Lucyna Niemiło, matka Grzegorza
- 2005: Kryminalni jako szefowa sex-telefonu (odc. 29)
- 2006: Magda M. jako Janeczka Lewkowicz, przyjaciółka Krystyny Zander
- 2007: Egzamin z życia jako klientka butiku Dominiki i Magdy
- 2008: Teraz albo nigdy! jako kobieta sprzatająca w klubie Andrzeja (odc. 16)
- 2009: Siostry jako klientka Marioli (odc. 8)
- 2011: Plebania jako Elwira
- 2011: Listy do M. jako kuzynka Wladiego
- 2012: Prawo Agaty jako gospodyni Moniki Górskiej (odc. 20)
- 2014: To nie koniec świata jako kwiaciarka (odc. 14)
- 2015: Nie rób scen jako Marta, ciotka Romana (odc. 10)
- 2015: Na dobre i na złe jako Liliana Korzeb (odc. 590)
- 2015–2018, 2020–2021: Barwy szczęścia jako Marianna Tomala, matka Andrzeja
- 2016: Smoleńsk jako kasjerka w sklepie